# 弗雷德里克·莱瑟斯
弗雷德里克·詹姆斯·莱瑟斯，第一代莱瑟斯子爵（英語：Frederick James Leathers, 1st Viscount Leathers；1883年11月21日—1965年3月19日），是英国的实业家，第二次世界大战期间担任战争运输部部长，陪同英国首相温斯顿·丘吉尔出席开罗会议、波茨坦会议、雅尔塔会议等国际会议，后来还曾担任运输、燃料和动力协调部长。